# 대니 헤이
대니얼 존 "대니" 헤이(Daniel John "Danny" Hay, 1975년 5월 15일 ~ )는 뉴질랜드의 전 축구 선수이자 현 감독으로 선수 시절 포지션은 수비수였으며 현재 뉴질랜드 축구 국가대표팀 감독을 맡고 있다.

## 선수 시절

### 클럽
1995년 와이타케레 시티에서 프로 선수 생활을 시작한 이후 14년동안 조국인 뉴질랜드를 비롯해 오스트레일리아, 잉글랜드의 8개팀에서 활동하며 통산 150경기 8골을 기록했고 특히 리즈 유나이티드 AFC 소속으로 잉글랜드 프리미어리그와 UEFA 챔피언스리그에 출전했던 경력도 있었지만 잦은 부상에 발목이 잡히면서 아쉽게 가능성조차도 보여주지 못했다. 이후 2006년부터 2009년까지 와이타케레 유나이티드에서 33경기를 뛴 후 은퇴를 선언하며 선수 생활을 마감했다.

### 국가대표팀
1996년 9월 29일 오만과의 뉴질랜드 투어 경기에서 국제 A매치 데뷔전을 치렀고 1998년 OFC 네이션스컵 국가대표팀에 차출되어 팀의 통산 2번째 우승에 일조했으며 2003년 FIFA 컨페더레이션스컵에도 출전했다. 이후 통산 31경기에서 2골을 기록한 후 2007년 국가대표팀 은퇴를 선언했다.

## 지도자 경력
2011년 오클랜드 성심대학 축구부의 감독을 시작으로 지도자의 길에 본격적으로 접어들기 시작했다. 이후 뉴질랜드 U-19 축구 국가대표팀과 뉴질랜드 U-17 축구 국가대표팀을 거쳤고 특히 뉴질랜드 U-17 대표팀 감독 시절 2015년 FIFA U-17 월드컵에서 팀의 2연속 FIFA 주관 대회 16강 진출을 이끌었다. 그리고 2017년 OFC U-17 축구 선수권 대회에서도 팀의 통산 7번째 우승 트로피를 안기면서 그와 동시에 2017년 FIFA U-17 월드컵 본선 티켓을 선사했다. 그리고 2019년 8월 26일 뉴질랜드 A대표팀의 감독으로 정식 선임되었고 아일랜드와의 친선 경기에서 A대표팀 감독 데뷔전을 치뤘으나 이 경기에서 1-3으로 패했다.